# Conduratu, Prahova
Conduratu (mai vechi, Conduratu, Tătărăi, Tătărăii-Conduratului, Tătărăii) este un sat în comuna Baba Ana din județul Prahova, Muntenia, România. Se află în partea de sud a județului, în câmpia piemontană a Istriței.
Satul Conduratu era la sfârșitul secolului al XIX-lea unicul sat și reședința comunei cu același nume, aflată în plasa Cricovul a județului Prahova. În 1892, avea 845 de locuitori și o școală cu 60 de elevi (toți băieți), deși copiii de vârstă școlară erau în număr de 190 (96 băieți și 94 fete). În 1950, comuna Conduratu a fost inclusă în raionul Urlați, regiunea Prahova și apoi în raionul Mizil din regiunea Ploiești. În 1968, la reforma administrativă, satul Conduratu a fost inclus în comuna Baba Ana, comuna Conduratu desființându-se.